# Зоряное (Сумская область)
Зоряное (укр. Зоряне) — посёлок,
Жовтневенский поселковый совет,
Белопольский район,
Сумская область,
Украина.
Код КОАТУУ — 5920655307. Население по переписи 2001 года составляло 143 человека .

## Географическое положение
Посёлок Зоряное находится между реками Вир и Сумка (6 км).
На расстоянии в 1,5 км расположены посёлок Амбары и село Аркавское.
Рядом проходит железная дорога, ближайшие станции Амбары и Лекарское (2 км).